# Дабл-Спрингс
Дабл-Спрингс (англ. Double Springs) — місто (англ. town) в США, в окрузі Вінстон штату Алабама. Населення — 1119 осіб (2020).

## Географія
Дабл-Спрингс розташований за координатами 34°9′2″ пн. ш. 87°24′9″ зх. д. / 34.15056° пн. ш. 87.40250° зх. д. (34.150429, -87.402427). За даними Бюро перепису населення США в 2010 році місто мало площу 10,70 км², з яких 10,64 км² — суходіл та 0,06 км² — водойми.

## Демографія
Згідно з переписом 2010 року, у місті мешкали 1083 особи в 412 домогосподарствах у складі 260 родин. Густота населення становила 101 особа/км². Було 461 помешкання (43/км²).
Расовий склад населення:
| - 97,3 % — білих - 0,8 % — корінних американців - 0,6 % — чорних або афроамериканців - 0,2 % — азіатів |

До двох чи більше рас належало 0,9 %. Частка іспаномовних становила 0,4 % від усіх жителів.
За віковим діапазоном населення розподілялося таким чином: 20,1 % — особи молодші 18 років, 55,9 % — особи у віці 18—64 років, 24,0 % — особи у віці 65 років та старші. Медіана віку мешканця становила 45,2 року. На 100 осіб жіночої статі у місті припадало 83,9 чоловіків; на 100 жінок у віці від 18 років та старших — 77,3 чоловіків також старших 18 років.
Середній дохід на одне домашнє господарство становив 38 885 доларів США (медіана — 29 063), а середній дохід на одну сім'ю — 37 416 доларів (медіана — 35 739). Медіана доходів становила 28 750 доларів для чоловіків та 23 802 долари для жінок. За межею бідності перебувало 27,5 % осіб, у тому числі 40,6 % дітей у віці до 18 років та 13,1 % осіб у віці 65 років та старших.
Цивільне працевлаштоване населення становило 408 осіб. Основні галузі зайнятості: виробництво — 30,4 %, освіта, охорона здоров'я та соціальна допомога — 18,9 %, роздрібна торгівля — 14,0 %, транспорт — 11,8 %.